# Martin Balabanow
Martin Balabanow (bulgarisch Мартин Балабанов; * 27. April 2002) ist ein bulgarischer Leichtathlet, der sich auf den Mittelstreckenlauf spezialisiert hat.

## Sportliche Laufbahn
Erste internationale Erfahrungen sammelte Martin Balabanow im Jahr 2020, als er bei den U20-Balkan-Meisterschaften in Istanbul in 4:02,28 min den sechsten Platz im 1500-Meter-Lauf belegte und über 3000 Meter mit 9:01,13 min auf Rang sieben gelangte. Anschließend wurde er bei den Balkan-Meisterschaften in Cluj-Napoca in 4:02,65 min Elfter über 1500 Meter. Im Jahr darauf belegte er bei den U20-Balkan-Hallenmeisterschaften in Sofia in 4:01,84 min den fünften Platz über 1500 Meter und im Juni gelangte er bei den U20-Balkan-Meisterschaften in Istanbul mit 3:59,41 min auf den siebten Platz. 2023 wurde er bei der 2. Liga der Team-Europameisterschaft im Rahmen der Europaspiele in Chorzów in 3:49,11 min 13. über 1500 Meter und anschließend belegte er bei den Balkan-Meisterschaften in Kraljevo in 1:51,22 min den dritten Platz im B-Lauf über 800 Meter. Im Jahr darauf belegte er bei den Balkan-Hallenmeisterschaften in Istanbul in 1:52,43 min den siebten Platz im 800-Meter-Lauf. Ende Mai gelangte er bei den Balkan-Meisterschaften in Izmir mit 1:51,44 min auf Rang 13 über 800 Meter und belegte in 3:51,07 min den sechsten Platz über 1500 Meter. 2025 erreichte er bei den Balkan-Hallenmeisterschaften in Belgrad mit 3:52,46 min Rang vier über 1500 Meter. Ende Juni wurde er bei der 2. Liga der Team-Europameisterschaft in Maribor in 1:50,04 min Vierter im B-Lauf über 800 Meter und belegte dann bei den Balkan-Meisterschaften in Sofia in 3:49,08 min den siebten Platz über 1500 Meter und wurde über 800 Meter in 1:51,20 min Neunter.
2024 wurde Balabanow bulgarischer Meister im 1500-Meter-Lauf im Freien sowie 2024 und 2025 in der Halle. Zudem wurde er 2024 Hallenmeister über 800 Meter.

## Persönliche Bestleistungen
- 800 Meter: 1:48,41 min, 22. Juni 2024 in Wien
  - 800 Meter (Halle): 1:50,48 min, 23. Februar 2025 in Sofia
- 1500 Meter: 3:49,08 min, 26. Juli 2025 in Volos
  - 1500 Meter (Halle): 3:50,52 min, 17. Februar 2024 in Sofia